# 参河紀久子
参河 紀久子（みかわ きくこ、1968年4月29日 - ）は、京都府出身の元バスケットボール選手である。現姓：成住。ポジションはシューター。日本におけるシューターの第一人者として活躍した。

## 来歴
明徳商業から共同石油（現・ENEOS）に入社。オールジャパン優勝4回、日本リーグ優勝3回の黄金時代を支え、個人でも3ポイント賞を受賞。
1989年に全日本チーム入り。2度の世界選手権などを経験。
1996年のアトランタ五輪にも出場。大会後現役引退。
現在は主婦業の傍ら全国で後身の指導に当たる。また、JOMOの同期で親友でもある原田裕花とコミュニティーサイトも運営している。